# Selma (Kalifornia)
Selma város az USA Kalifornia államában, Fresno megyében. Lakosainak száma 24 674 fő (2020. április 1.).

## Népesség
A település népességének változása:

| 2010 | 23 219 |
| 2020 | 24 674 |